# Acalolepta yokoyamai
Acalolepta yokoyamai är en skalbaggsart som beskrevs av Hayashi 1971. Acalolepta yokoyamai ingår i släktet Acalolepta och familjen långhorningar.
Artens utbredningsområde är Taiwan. Inga underarter finns listade i Catalogue of Life.